# Cursor Mundi
Cursor Mundi (tradotto dal latino come "Il corridore del mondo") è un poema anonimo scritto in Medio inglese con un tema tra lo storico e il sacro. È lungo quasi 30.000 versi. Fu scritto intorno al 1300 dC. La poesia riassume la storia del mondo, come descritta nella Bibbia cristiana e in altre fonti, con materiale extra a carattere leggendario tratto principalmente dalla Historia Scolastica. Il Cursor Mundi è stato estremamente popolare a suo tempo, come dimostra il gran numero di manoscritti in cui è citato.
Il Cursor Mundi è diviso in base alle sette età della storia della salvezza.
È stato originariamente scritto, con alcune peculiarità di costruzione e di vocabolario tipiche del nord dell'Inghilterra, ma l'identità dell'autore è celata se non per il fatto che egli stesso confessa di appartenere al Clero. L'autore deve aver vissuto tra la fine del XIII e l'inizio del XIV secolo. La metrica del verso è ottonario con strofe che seguono la metrica del distico, ma nel racconto della Passione di Cristo l'autore adotta un nuovo metro di versi in otto e sei sillabe in rima alternata.
In base alla prefazione della The Early English Text Society, il Cursor Mundi è una raccolta di versi struggenti e vivaci di storie disposte "in modo ordinato, enciclopedico ma soprattutto digressivo".
Uno studioso moderno raramente può trovare un'enciclopedia con le dimensioni e i vasti contenuti del Cursor Mundi: esistono due edizioni del testo: la Early English Text Societye pubblicò una versione in 7 volumi e il The Ottawa Project pubblicò una versione in 5 volumi con termini più vicini agli scritti del Sud dell'Inghilterra. Tuttavia, entrambe queste versioni sono semplici adattamenti della versione "Northern" originale.
Sebbene l'intento della poesia sia quello di raccontare la storia del mondo, l'autore fornisce una sorta di unità al suo lavoro facendo ruotare i suoi scritti attorno al tema della redenzione dell'uomo. Si presenta come un pastore che è stato scelto a per il suo talento. Egli spiega in un elaborato prologo il suo desiderio di leggere vecchi romanzi riguardanti Alessandro Magno, Giulio Cesare, Troia, Bruto, Re Artù, Carlo Magno, ecc, e come solo quegli uomini sono degni di amore.
Ma l'amore terreno è vano e pieno di delusioni:
"Therefore bless I that paramour
That in my need does me soccour
That saves me on earth from sin
And heaven bliss me helps to win.
Mother and mayden never-the-less
Therefore of her took Jesu flesh."
L'autore dedica il libro in onore di Maria e si pone come scopo quello di raccontare il Vecchio e il Nuovo Testamento, la Trinità, la caduta degli Angeli, Adamo, Abramo, e i patriarchi, fino a raccontare della venuta di Cristo, della sua nascita, della sua vita pubblica e della Passione e la Crocifissione. Da lì andrà avanti con la Resurrezione e l'Ascensione, l'Assunzione della Madonna, il ritrovamento della Croce, fino a raccontare dell'Anticristo e il giorno del giudizio.
In un'appendice devozionale si proporrà anche di affrontare il lutto di Maria sotto la Croce e la sua immacolata concezione.
Þis ilk bok es translate into Inglis tong
to rede for the love of Inglis lede,
Inglis lede of Ingland,
for the commun at understand
 (Questo libro è tradotto in lingua inglese per l'amore del popolo inglese, per gli inglesi d'Inghilterra e per tutti al fine di comprendere) 
Questo ambizioso programma è fedelmente eseguito con notevole abilità letteraria e con assoluta devozione. L'autorenel corso dell'opera si dimostra essere un uomo fortemente acculturato. Anche se la sua fonte principale è la "Historia Scolastica" di Peter Comestor, egli dimostra conoscere una serie di altri libri in inglese, francese e latino, e il suo lavoro può essere considerato come una risorsa inesauribile di leggende, delle quali non sempre sono state citate le fonti originali. Di rilievo è il lavoro sulla storia della Croce, che per qualche motivo (probabilmente perché Sant'Elena, madre di Costantino, aveva fama di essere nata in Inghilterra) è sempre stata estremamente popolare nei paesi anglo-sassoni.
Elogiando  "l'occhio per il pittoresco" dell'autore, un critico della Cambridge History of English Literature commentò: "La forte umanità che attraversa tutta l'opera è una delle sue caratteristiche più interessanti e dimostra che tutto l'amore dell'autore per l'umanità".
I suoi circa 30.000 versi di distici ottenari sono linguisticamente importanti come solido primato del dialetto del nord Inghilterra dell'epoca, ed è perciò l'opera più citata nel Oxford English Dictionary.
 Cursor Mundi è un'opera basata su molto materiale di fonte agiografica, tra cui la Legenda Aurea e vari cicli leggendari latini. La sua descrizione delle origini dell'Albero della Croce intreccia due diverse fonti leggendarie.